# Fundación Humanitaria de Gaza
La Fundación Humanitaria de Gaza, en inglés: Gaza Humanitarian Foundation (GHF, por sus siglas en inglés) es una organización privada que cuenta con el respaldo de la administración estadounidense de Trump y el gobierno israelí de Benjamín Netanyahu. Creada en febrero de 2025, tiene su sede administrativa en Suiza y Estados Unidos. Su misión oficial es distribuir ayuda humanitaria durante la crisis humanitaria de Gaza, agravada por la decisión de Israel de detener toda la ayuda humanitaria internacional el 2 de marzo de 2025 y ante el alto riesgo de hambruna en la Franja. Fue dirigida por el director ejecutivo Jake Wood hasta su dimisión el 25 de mayo de 2025, cuestionando la imparcialidad y neutralidad del grupo.
Ha sido criticada por las Naciones Unidas y por organizaciones humanitarias como Amnistía Internacional y el Comité Internacional de la Cruz Roja por privatizar la ayuda humanitaria a Gaza, eliminar y sustituir con personal militar o paramilitar a organizaciones con probada experiencia humanitaria y, donde hasta la fecha había 400 puestos de distribución, tener previsto establecer solo ocho, principalmente en el sur y el centro del enclave, lo que podría provocar el desplazamiento forzado de la población del norte de Gaza donde no se prevén puestos de reparto. También se ha acusado a la fundación de politizar la distribución de la ayuda y dar cobertura a Israel para que persiga sus objetivos de despoblar Gaza de palestinos.
Para medianos de agosto de 2025 se calculaba que 1924 personas habían muerto y otras 14 228 resultaron heridas por disparos de las fuerzas israelíes, mientras buscaban ayuda en los sitios de distribución de la FHG, cifras que, según fuentes de la ONU, la portavoz de la Oficina del Alto Comisionado de las Naciones Unidas para los Derechos Humanos situó en 798 muertos a fecha de 7 de julio. Los sobrevivientes de las repetidas matanzas masivas perpetradas por Israel en los lugares de distribución han comenzado a referirse a la operación apoyada como trampas o trampas mortales en lugar de ayuda mientras que Médicos Sin Fronteras la calificó de «matanza disfrazada de ayuda». El Centro de Derechos Constitucionales envió un aviso legal a la FHG sobre su posible responsabilidad por complicidad en crímenes de guerra, crímenes de lesa humanidad y genocidio contra los palestinos.

## Contexto
Desde el estallido de la guerra de Gaza tras los ataques de Hamás de octubre de 2023, el gobierno israelí y las FDI han controlado e impedido la entrada de ayuda humanitaria en la Franja de Gaza. La entrega de ayuda se ha interrumpido varias veces a lo largo de los años, ya sea por los bloqueos israelíes o por acciones de los civiles israelíes. Desde el 2 de marzo de 2025, fecha en la que Israel rompió el alto el fuego con Hamás de 2025, esta no ha permitido la entrada de ayuda humanitaria en la Franja de Gaza, y la Clasificación Integrada de las Fases de la Seguridad Alimentaria (CIF) hace temer una hambruna en la Franja de Gaza.
Según un informe de The New York Times, la idea de un programa privado de distribución de alimentos respaldado por Israel se discutía desde diciembre de 2023. A lo largo de 2024 funcionarios israelíes trabajaron con contratistas de seguridad privados estadounidenses para desarrollar un plan, y la Fundación Humanitaria de Gaza se registró en febrero de 2025 en Delaware y en Ginebra.

## Organización

### Financiación
La organización no ha facilitado información sobre sus fuentes de financiación. Sin embargo, la prensa israelí ha publicado que el gobierno de su país ha financiado a la organización con más de 700 millones de séquels (unos 175 millones de euros) tan solo en el mes de mayo de 2025, contradiciendo lo dicho oficialmente por las autoridades israelíes.
El viernes 20 de junio, los Estados Unidos autorizó la entrega de 30 millones de dólares a la GHF, a pesar de la preocupación de algunos funcionarios estadounidenses por la matanza de palestinos cerca de los lugares de distribución de alimentos, según cuatro fuentes y un documento visto por la agencia Reuters. Se trata de la primera contribución financiera conocida del gobierno estadounidense a la organización, y según el documento consultado se realizó un desembolso inicial de 7 millones de dólares.

### Organización del reparto

#### Plan previsto por la Fundación
El plan inicial preveía utilizar un pequeño número de centros de distribución, la mayoría en el sur de Gaza, protegidos por el ejército israelí y contratistas privados estadounidenses, sin la ayuda de miembros de las Fuerzas de Defensa de Israel. El embajador estadounidense en Israel, Mike Huckabee, indicó a los periodistas que las tropas de las Fuerzas de Defensa de Israel se situarían «a distancia» de los centros para ofrecer protección adicional. El plan es similar a otros anteriores del ejército israelí, y contrasta con los modelos de la ONU y otras agencias internacionales que incluyen cientos de puntos de distribución más pequeños en toda la franja de Gaza.
Los responsables de la ayuda afirmaron que controlarían a las personas para detectar su relación con militantes de Hamás, tal vez mediante reconocimiento facial o tecnología biométrica.
Los puntos de reparto distribuirían ayuda sólo una o dos veces al mes en lugares específicos, y la ayuda se describiría como raciones pre-envasadas, kits de higiene y suministros médicos. Su propuesta indicaba que cada comida estaba presupuestada en torno a 1,30 dólares, incluyendo costes de adquisición y distribución.

#### Desarrollo del reparto
El coordinador de emergencias de Médicos Sin Fronteras en Gaza ha explicado que «los cuatro centros de distribución, situados en zonas bajo control total de las fuerzas israelíes tras el desplazamiento forzoso de la población, tienen el tamaño de campos de fútbol y están rodeados de puestos de vigilancia, montículos de tierra y alambre de espino. Están vallados y sólo tienen un punto de acceso para entrar y salir».
Testimonios de oficiales y soldados de las FDI recogidos por el periódico israelí Haaretz afirman que los comandantes han ordenado a las tropas disparar a las personas que acuden a los centros de distribución de la GHF para alejarlas o para dispersarlas cuando se producen aglomeraciones, incluso si no representan una amenaza para los militares.
Las fuerzas militares israelíes, conjuntamente con agentes de seguridad privados estadounidenses, supervisan la seguridad de los cuatro centros de la GHF a cientos de metros de los recintos. Los centros de distribución suelen abrir una hora cada mañana, pero desde antes de que abran hay muchas personas esperando. Según los testimonios recogidos por Haaretz, los soldados israelíes disparan a las personas que llegan antes del horario de apertura para impedir que se acerquen o después del cierre para dispersarlas.
A pesar de que no se registraron casos de disparos contra las fuerzas israelíes, estas consideran a la multitud que acude a recoger la ayuda humanitaria como a una «fuerza hostil» y «sin medidas de control de multitudes». El soldado entrevistado explicó que no recurren a gases lacrimógenos, solo fuego real, así como ametralladoras pesadas, lanzagranadas y morteros. «Nuestra forma de comunicación son los disparos», agregó.
El ejército israelí rechazó estas declaraciones afirmando que operan «para asegurar las rutas que conducen a los centros de distribución, a fin de permitir que la ayuda llegue a los civiles en lugar de a Hamás» y que dieron instrucciones al Mecanismo de Evaluación de Hechos del Estado Mayor del ejército para que investigue presuntos crímenes de guerra en los sitios de la GHF supervisados por sus tropas.

#### Ayuda lanzada desde el aire
El 25 de julio de 2025, Israel anunció que permitiría que los países lanzen ayuda humanitaria desde el aire, que abriría algunos corredores para que entren algunos camiones cargados de ayuda, y dejaría pausas de varias horas al día en los combates. Varios países empezaron a lanzar ayuda humanitaria desde aviones, entre ellos España, Alemania, Francia, Jordania y Emiratos Árabes Unidos. En cuanto a la entrada de camiones, se necesitan unos 600 camiones diarios para cubrir las necesidades de la población de la Franja, cifra avanzada por el gobierno de Hamás que han corroborado las ONG. Pero a principios de agosto, cada día apenas entraban unas decenas de ellos.

### Directivos
El director ejecutivo Jake Wood, ex sniper marine estadounidense y cofundador de la agencia de ayuda en catástrofes Team Rubicon, dimitió el 25 de mayo anunciando que dimitía porque era imposible cumplir los objetivos de la fundación y al mismo tiempo «adherirme estrictamente a los principios humanitarios de humanidad, neutralidad, imparcialidad e independencia, que no abandonaré» y afirmó que «inequívocamente... no formaré parte de nada que disloque o desplace por la fuerza a la población palestina.»
El 3 de junio la GHF nombró para sustituirle a Johnnie Moore, un pastor evangélico, empresario y asesor interreligioso de Donald Trump, y seguidor de su proyecto de deportar a la población palestina de Gaza. Según su biografía, Moore desempeñó un papel importante en las negociaciones para que los Emiratos Árabes Unidos establecieran relaciones con Israel en 2020 en el marco de los Acuerdos de Abraham.

#### Apoyo de consultoría
En junio de 2025 el Boston Consulting Group (BCG) rescindió su contrato con la GHF. BCG ayudó a crear la GHF en coordinación con Israel y se encargó de fijar los precios para los contratistas. BCG afirmó que el trabajo se realizaba pro bono, pero The Washington Post informó de que BCG presentaba facturas de más de un millón de dólares al mes.

## Actividad

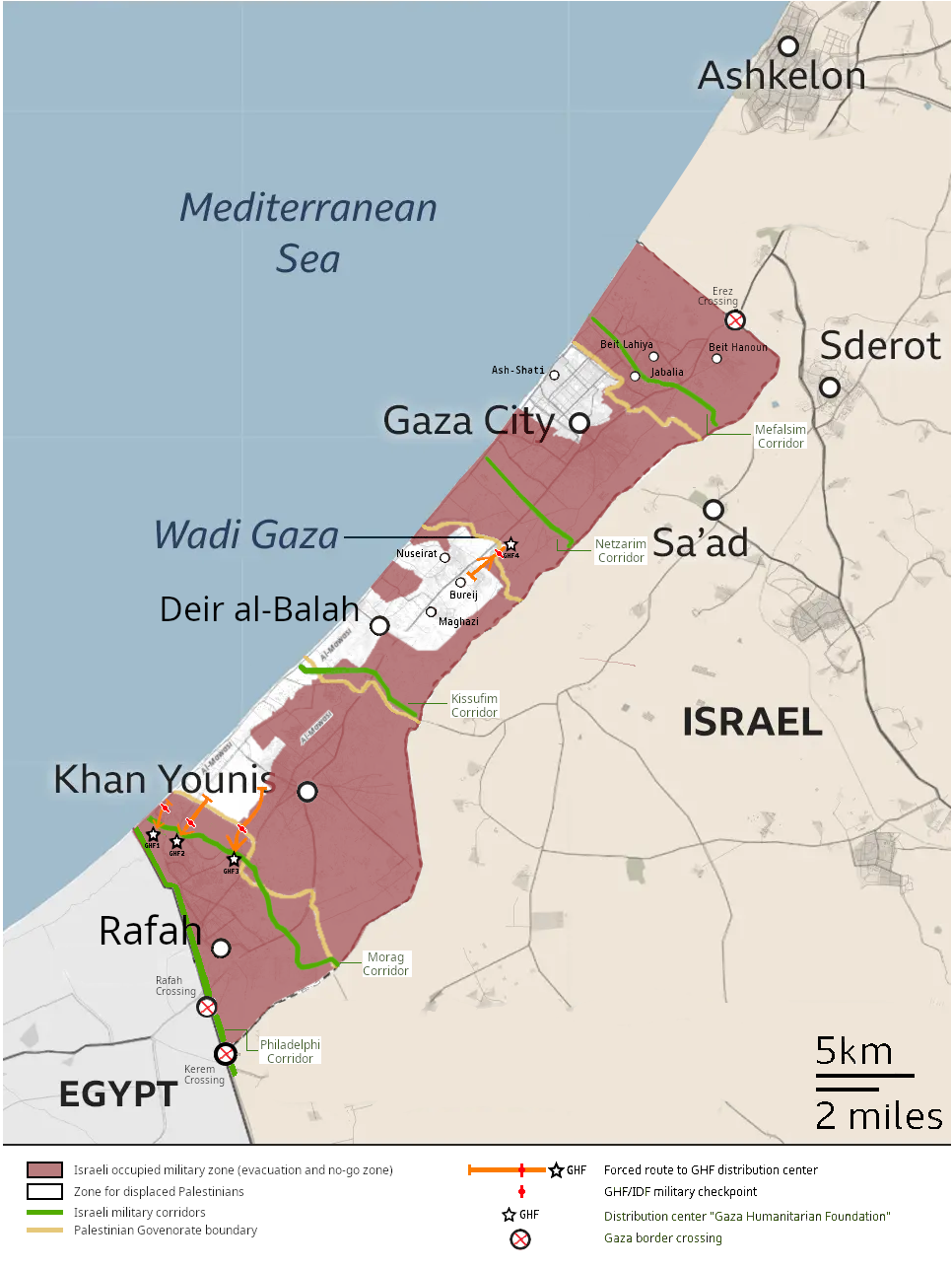

La Fundación comenzó a operar el 26 de mayo de 2025 en un nuevo centro de distribución en Rafah. Informó de que había distribuido 8000 cajas de alimentos, estimadas para alimentar a 44.000 personas durante media semana, lo que sólo cubría alrededor del 2% de la población de Gaza.
La fundación ha establecido cuatro puntos de reparto de ayuda. Hay tres en el sur de la Franja, entre ellos dos en Rafah, en Tal Al Sultán y el barrio Saudí, y otro en el corredor Netzarim. Allí acuden cientos de personas caminando desde el norte de la Franja adonde apenas llega nada de ayuda dejando a la población del norte al borde de la hambruna. La Fundación ha informado en un comunicado de que, desde el 27 de mayo, ha repartido 16 millones de raciones de comida repartidas en aproximadamente 271 200 cajas, una cantidad que equivale a menos de dos comidas diarias durante cuatro días si el alimento llegase a toda la población del enclave.
Las instalaciones están protegidas por contratistas estadounidenses y son monitoreadas a distancia por las Fuerzas de Defensa de Israel (FDI). La asistencia incluye principalmente paquetes de alimentos, agua potable, medicamentos y tiendas de campaña. Un informe del 13 de junio publicado en Devex dijo que la fundación no proporciona combustible, agua, saneamiento, refugio ni atención sanitaria.

### Bajas humanas en los puntos de reparto
Desde el 27 de mayo de 2025, cientos de palestinos han muerto o han resultado heridos por disparos israelíes cuando se acercaban a un punto de distribución de ayuda gestionado por la Fundación Humanitaria de Gaza (GHF), tras un bloqueo israelí de once semanas desde principios de marzo de 2025 que había restringido gravemente la ayuda humanitaria, agravando la crisis humanitaria de Gaza. El 27 de mayo, 10 palestinos murieron y 62 resultaron heridos, mientras que otros 31 murieron y 170 resultaron heridos el 1 de junio. Aunque las Fuerzas de Defensa de Israel afirmaron haber efectuado «disparos de advertencia», un funcionario de Naciones Unidas declaró que la mayoría de los heridos habían sido causados por disparos militares israelíes.

#### Junio de 2025
El 2 de junio, tres personas murieron y treinta y cinco resultaron heridas por disparos israelíes cerca del centro de distribución de ayuda humanitaria de la Fundación Humanitaria de Gaza (GHF) en Rafah. El secretario general de la ONU, António Guterres, pidió ese día una investigación independiente para aclarar las muertes de palestinos en los repartos de ayuda de los últimos días.
El 3 de junio, el ejército israelí abrió fuego con tanques y aviones no tripulados contra miles de civiles que se habían congregado en la región de Al-Mawassi para recibir un reparto de ayuda de la GHF, matando al menos a 27 personas e hiriendo a un centenar. Al día siguiente, la fundación anunció que los centros de reparto permanecerían cerrados 24 horas para realizar «reformas» y «mejoras de eficiencia», y que estaba prohibido transitar por las carreteras que conducen a los centros de distribución, que se consideran zonas de combate. Los centros reanudaron su actividad el jueves 5 repartiendo 26 camiones con alimento «únicamente en la zona sur de Gaza, en el área de Ráfah», y superando el casi millón y medio de raciones de comida. Pero tras nuevos tiroteos mortales, la GHF anunció el viernes 6 el cierre de todos sus centros de distribución hasta nuevo aviso, e instó a los residentes a mantenerse alejados de los puntos de reparto «por su seguridad».
El lunes 9 de junio, Mahmoud Bassal, portavoz de la Defensa Civil de Gaza, declaró a la Agencia France-Presse (AFP) que  disparos del ejército israelí mataron a diez personas e hirieron a treinta cuando se acercaban a un centro de reparto en el área de Rafah y otro en el corredor Netzarim, al sur de la ciudad de Gaza. El ejército israelí declaró que en Rafa varios individuos intentaron acercarse a sus soldados, lo que representaba una amenaza, y que estaban investigando si había habido heridos, y que en Netzarim miles de civiles intentaron entrar en el centro. Ante varios individuos sospechosos que no se detuvieron, los soldados, sintiéndose amenazados, dispararon tiros de aviso, pero no sabían nada de posibles heridos. Ese día la Fundación informó de que el día siguiente, miércoles, abriría sus centros. 
Sobre las 3.00 de la madrugada del miércoles 11, alertó a los gazatíes de que el centro ubicado cerca del corredor Netzarim, estaba cerrado tras agotarse la comida. Justo antes de mediodía, la Fundación indicó que ya se había cerrado el centro de Tal Al Sultán (Ráfah, al sur) y cinco minutos pasado el mediodía que se había cerrado el ubicado en el barrio Saudí, también en Ráfah. Ese día, al menos 57 personas fueron asesinadas y otras 363 resultaron heridas por fuego israelí mientras iban a por ayuda humanitaria, según informó el Ministerio de Sanidad gazatí. La Cruz Roja palestina informó que 12 muertos y 150 heridos fueron trasladados a su hospital de campaña procedentes de un punto de distribución de ayuda en Ráfah, y al menos 35 muertos por fuego israelí procedían de la zona del corredor Netzarim y fueron trasladados a los hospitales de Al Shifa, Al Quds y Alwadeh, según explicaron a EFE fuentes de Sanidad de Gaza. El Ejército israelí reconoció que durante la noche sus fuerzas «realizaron disparos de advertencia contra sospechosos que avanzaban y representaban una amenaza para las tropas en la zona del corredor de Netzarim» y «Esto a pesar de las advertencias de que la zona es una zona de combate activo.»
La Fundación declaró que a las 22:00 horas (hora local) del miércoles 11, unos hombres armados de Hamás atacaron un autobús transportando a personal suyo hacia un punto de reparto de ayuda al oeste de Jan Yunis, y que mataron a ocho trabajadores. Hamás aseguró que no eran trabajadores humanitarios sino miembros de la milicia «Fuerzas Populares» liderada por Yasir Abu Shabab, afiliada al Estado Islámico y financiada por Israel. Ese mismo día al menos 57 personas que buscaban ayuda humanitaria fueron asesinados y más de 363 heridos por Israel desde esta mañana, lo que eleva el número total de personas muertas en los centros de distribución de ayuda a 224, con otras 1858 heridas.
El jueves 12 de junio, fuentes médicas confirmaron que murieron 32 personas que esperaban para recibir ayuda humanitaria a proximidad de los puntos establecidos para su distribución. El viernes 13, el director ejecutivo de la fundación, Johnnie Moore, y su director ejecutivo interino, John Acree, declararon en un comunicado que por la mañana habían entregado 35.520 cajas con alimentos, que equivalen a más de dos millones de comidas, pero se les ordenó retirarse y suspender las entregas de forma indefinida por motivos de seguridad debido a los recientes bombardeos israelíes sobre Irán. Al día siguiente, sábado, médicos de los hospitales al-Awda y Al-Aqsa del centro de Gaza, afirmaron que al menos 15 personas murieron cuando intentaban acercarse al punto de distribución del corredor Netzarim, a pesar de que estuviera cerrado.
El 13 de junio, la Fundación Humanitaria de Gaza anunció la suspensión de sus entregas de alimentos en la Franja de forma indefinida por motivos de seguridad después de los bombardeos ejecutados durante las últimas horas por el Ejército israelí contra varios puntos de Irán.
El 16 de junio, al menos 37 personas fueron asesinadas a primera hora de la mañana cuando multitudes de personas hambrientas se acercaban a dos puntos de reparto, uno cerca de Rafah y otro en Gaza. El Comité Internacional de la Cruz Roja dijo haber atendido a 200 heridos en su hospital de campaña, y 170 la víspera. El ejército israelí designó rutas precisas de acceso, de las que está prohibido alejarse ya que se encuentran en una zona declarada de combate. Pero las decenas de miles de personas, obligadas a recorrer largas distancias para conseguir ayuda, a menudo de noche, a veces intentan recortar distancias, lo que las fuerzas israelíes perciben como una amenaza.
El martes 17, al menos 70 personas murieron en Jan Yunis, después de que tanques israelíes abrieran fuego contra cientos de palestinos que esperaban para recibir alimentos de unos camiones de ayuda. Los disparos hirieron por lo menos a 221 personas, veinte de ellas en estado crítico, según ha informado el Ministerio de Salud gazatí. El sistema sanitario de la Franja se encuentra colapsado, con 1500 camas para más de dos millones de personas, y teniendo que atender a decenas o cientos de víctimas civiles diarias por la ofensiva israelí. Se estima que en torno a 400 personas fueron asesinadas, y 3000 heridas en los alrededores de los centros de FGH desde que empezara a operar.
El miércoles 18, el portavoz de la Defensa Civil palestina declaró a la AFP que entre las 2:30 y las 6:00 de la mañana el ejército israelí abrió fuego contra miles de ciudadanos que esperaban la apertura de los centros de reparto de ayuda, matando a once personas e hiriendo a más de 100 que buscaban ayuda alimentaria y harina.
Al menos dieciséis palestinos murieron y cerca de un centenar resultaron heridos el jueves 19 de junio a causa de un nuevo ataque perpetrado por las tropas de Israel contra un grupo de personas que esperaba a recibir ayuda cerca de un centro de la FHG en la zona de wadi Gaza, al norte de Nuseirat.
El viernes 20 de junio, al menos 25 personas que esperaban camiones de ayuda fueron alcanzadas mortalmente por disparos israelíes al sur del corredor Netzarim, según informó la autoridad sanitaria local. Las Fuerzas de Defensa de Israel declararon en un comunicado que sus tropas habían realizado disparos de advertencia contra presuntos militantes, y que a continuación un avión israelí «atacó y eliminó a los sospechosos». Añadieron que tenían constancia de que otras personas habían resultado heridas en el incidente y que estaban llevando a cabo una investigación. En el mismo tiempo Unicef avisó que, al estar colapsándose la red de distribución de agua potable, que sólo funciona al 40%, la población se enfrenta a una sequía provocada y que los niños empezarán a morir de sed. Hasta el 20 de junio de 2025, más de 400 palestinos habían sido asesinados y más de 3000 heridos por el ejército israelí a proximidad de los centros de la Fundación.
El 22 de junio, seis personas murieron y decenas más resultaron heridas por disparos de las FDI mientras esperaban para recibir ayuda humanitaria cerca de un sitio de la FHG en Rafah.
De acuerdo con fuentes médicas y testigos presenciales el 24 de junio tropas y aviones no tripulados israelíes abrieron fuego contra una multitud de cientos de personas que esperaban ayuda, en incidentes separados en el sur y el centro de Gaza, matando al menos a 44 personas. Con lo que el número total de palestinos asesinados por las FDI cuando trataban de conseguir comida en un centro gestionado por la FHG ascendía a 516, con más de 3799 heridos.
Hasta el 28 de junio de 2025, más de 500 palestinos habían muerto mientras buscaban comida desde que la FHG comenzó a distribuir ayuda. Testigos afirmaron que las tropas israelíes habían abierto fuego contra la multitud que se dirigía a los puntos de distribución. El ejército israelí declaró que solo realiza disparos de advertencia y que estaba investigando casos de civiles heridos al acercarse a los puntos de distribución.

#### Julio de 2025
Para el 2 de julio ya eran 580 los palestinos muertos por disparos de las fuerzas de Israel y «contratistas de seguridad estadounidenses» durante las entregas de ayuda por parte de la FHG. Organización que las autoridades sanitarias gazatíes acusaron de «causar muerte y ejecuciones sistemáticas contra civiles palestinos hambrientos en los conocidos como centros de distribución de ayuda, transformados en trampas mortales masiva».
El 5 de julio, dos contratistas estadounidenses resultaron heridos después de que dos supuestos militantes de Hamás lanzaran granadas contra el centro de ayuda humanitaria de la FHG en Jan Yunis. Según dicha organización las granadas de mano estaban llenas de cojinetes de bolas y publicó una foto de los fragmentos de granadas. Testigos presenciales entrevistados por Mondoweiss dijeron que las granadas eran en realidad granadas aturdidoras y que contratistas estadounidenses habían lanzado granadas a solicitantes de ayuda palestinos, quienes las devolvieron antes de que detonaran.
El 10 de julio, al menos quince palestinos murieron en un bombardeo ejecutado por el Ejército de Israel contra un grupo de personas que esperaban a recibir ayuda en la ciudad de Deir al-Balah, en el centro de la Franja de Gaza, entre los muertos había al menos diez niños y tres mujeres.
El 16 de julio, fuentes médicas declararon a la agencia EFE que al menos 20 personas fallecieron y varias más resultaron heridas por asfixia durante una estampida en las inmediaciones de un centro de reparto de la Fundación, al norte de la ciudad de Rafah. La FHG atribuyó el «incidente» a personas «armadas y afiliadas a Hamás», pero el ministerio de Sanidad gazatí lo atribuyó al «gas lacrimógeno disparado contra la gente hambrienta y la posterior estampida». Tres días más tarde, el día 19, las tropas israelíes mataron a 32 palestinos e hirieron a más de 80 a proximidad de un centro de distribución de alimentos en el norte de Rafah. Tras rodear una muchedumbre de miles de palestinos que intentaban llegar al punto de reparto, comenzaron a disparar contra la multitud, según testigos presenciales y fuentes locales citadas por el periódico Haaretz.
El domingo 20 de julio, médicos palestinos constataron al menos 81 muertos y más de 150 heridos tras un nuevo ataque israelí contra una multitud concentrada alrededor del puesto de reparto de ayuda de la Fundación en la zona de Zikim, en Beit Lahia, donde miles de gazatíes esperaban la llegada de camiones con harina que iban a llegar allí. Cuando lo hicieron, al menos cinco fueron saqueados, de acuerdo con testigos. El ejército israelí confirmó que sus tropas «realizaron disparos de advertencia para eliminar una amenaza inmediata». El Hospital Al-Shifa recibió al menos 37 muertos y 70 heridos, la clínica Sheikh Radwan otros 19 cuerpos, y al final de la tarde se estimaba que los cadáveres de unas 50 personas seguían tirados en la calle en Beit Lahia. Llegaron dos cadáveres más al Hospital de Campaña Al Saraya en Ciudad de Gaza, que se vio desbordado por unos 120 heridos, algunos de gravedad. Dos cuerpos más permanecían en la morgue del Hospital Baptista al Alhi. Por último, en el barrio Saudí de Ráfah, unos disparos cerca del punto de distribución de FHG mataron al menos a seis palestinos, según una fuente en la morgue del Hospital Naser. El ejército israelí aseguró que una «revisión inicial» del número de posibles víctimas mortales «no coincide» con las cifras publicadas.
El 24 de julio, en el centro de ayuda del distrito saudí, la FHG realizó una distribución a la que solo se permitió el acceso a mujeres. Según testigos entrevistados por la BBC, el caos impidió que los trabajadores de la FHG descargaran la ayuda, quienes entonces comenzaron a usar gas pimienta y granadas aturdidoras contra las mujeres. La BBC informó que dos mujeres murieron por disparos ese día. La hermana de una de las mujeres asesinadas declaró que las tropas israelíes les habían disoparado y que su hermana recibió un impacto en el cuello al alejarse de las tropas. Las FDI afirmaron que solo realizaron disparos de advertencia y que no tenían constancia de ninguna víctima. La FHG negó que se hubieran producido incidentes o víctimas mortales ese día.
El 26 de julio, la BBC entrevistó a Anthony Aguilar, teniente coronel retirado de las Fuerzas Especiales del Ejército de Estados Unidos y excontratista de la FHG a través de UG Solutions. Aguilar declaró que dejó la FHG tras presenciar a compañeros contratistas y soldados de las Fuerzas de Defensa de Israel asesinar civiles, incluyendo disparos de un tanque Merkava y proyectiles de mortero contra la multitud. Aguilar describió lo que presenció como «crímenes de guerra». La fundación calificó las acusaciones de Aguilar de «categóricamente falsas» y lo describió como un «empleado descontento que fue despedido por mala conducta», lo cual él negó. Aguilar le dijo al senador estadounidense Chris Van Hollen que un soldado de las FDI le ordenó disparar a los niños y cuando se negó, un superior le dijo que la GHF trabajaba para las FDI.
Después de que el 28 se contaron 22 fallecidos y al menos 199 heridos cuando se dirigían a los puntos de recogida de ayuda humanitaria, al menos 91 gazatíes fueron asesinados el día 30 mientras iban a buscar ayuda en diferentes puntos de la Franja, según fuentes de los hospitales locales. Sesenta muertos fueron registrados en el Hospital Al-Shifa de la ciudad de Gaza tras acudir al cruce de Zikim, en el noroeste del enclave, donde habían llegado unos pocos camiones con ayuda. Otros veintidós fallecidos fueron registrados en el hospital Nasser de Jan Yunis y cuatro más en el centro del enclave, en un punto de distribución de comida de la Fundación. Las fuerzas israelíes reconocieron haber hecho disparos de advertencia.

#### Agosto de 2025
El 1 de agosto, cuando se acababa de autorizar la entrada de una decena de camiones de ayuda humanitaria cada día y se había iniciado el lanzamiento de ayuda desde el aire, el enviado especial de los Estados Unidos a Oriente Medio, Steve Witkoff, visitó un centro de distribución de la Fundación acompañado del embajador estadounidense en Israel, Mike Huckabee. Este declaró que los puntos de reparto eran una «hazaña increíble». Durante la visita de Witkoff, las fuerzas israelíes abatieron a Rayan Faqawi, un niño palestino, junto al punto de reparto de Ráfah. Después de la visita, también abatieron a tres personas cerca de uno de los centros de Ráfah.
Según fuentes médicas, el 6 de agosto 18 personas fueron abatidas a proximidad de centros de reparto de ayuda. Entre ellos el destacado futbolista Suleiman Obeid, apodado el «Pelé palestino», al que dispararon mientras esperaba conseguir ayuda en un punto de reparto en el sur de la Franja de Gaza.

## Críticas y acciones judiciales
Los días 20 y 21 de mayo de 2025, la ONG suiza TRIAL International, que lucha contra la impunidad de los crímenes internacionales, presentó dos denuncias contra la Fundación Humanitaria de Gaza ante la Autoridad Federal de Supervisión de Fundaciones (ASF) y el Departamento Federal de Asuntos Exteriores (DFAE), temiendo que se utilizara territorio suizo para participar en actividades contrarias al derecho internacional, y en particular a los Convenios de Ginebra.
En una entrevista concedida a la Radio Televisión Suiza (RTS) el 23 de mayo de 2025, el director de TRIAL International indicó que la fundación pretende militarizar la ayuda recurriendo a empresas militares privadas, y presta su apoyo a Israel a través de «centros» humanitarios que atraen inevitablemente a la población hambrienta hacia el sur de la Franja, formando así parte de un plan de desplazamiento forzoso de la población que podría constituir un crimen de guerra o crimen contra la humanidad.
Ante las repetidas muertes en los accesos a los puntos de distribución, grupos humanitarios y las agencias de la ONU critican el sistema de distribución, afirmando que obliga a las personas a arriesgar sus vidas entrando en zonas de combate donde se les dispara mientras intentan acceder a los alimentos. El director regional de la organización Save the Children para Oriente Medio, Norte de África y Europa Oriental declaró tras analizar los informes de la Oficina de Medios de Comunicación de Gaza y de Naciones Unidas, que en 10 de los 19 incidentes mortales registrados cerca de los puntos de reparto —o sea más de la mitad— murieron o resultaron heridos menores de edad. Afirmó que «Ningún niño debería morir buscando comida. Esto no es una operación humanitaria, es una trampa mortal» y que «Obligar a los civiles a entrar en zonas valladas sólo para que sean abatidos a tiros es lo contrario de humanitario: es inhumano».
El cirujano gastrointestinal británico Nick Maynard, que trabaja en el hospital Nasser de Jan Yunis, declaró que los testimonios de todos sus pacientes acusan a los soldados israelíes y sus drones cuadricópteros de disparar a las personas que esperan en los sitios de reparto de la Fundación. Describe un patrón de ataques selectivos que apuntan mayoritariamente a chicos jóvenes entre 11 y 14 años. A la vista de las heridas tratadas, parece que los disparos se concentran en determinadas partes del cuerpo en días particulares. Así que un día, son disparos en el abdomen, otro día llegan con disparos en la cabeza o en el cuello. Un día llegaron a la vez cuatro jóvenes con disparos en los testículos, lo que no puede ser coincidencia. Además, llegan desnutridos, lo que merma gravemente la capacidad de cicatrización de los tejidos, favorece las infecciones, y convierte en mortales unas lesiones que en circunstancias habituales no pondrían en riesgo su vida.
Una de las directoras de Save the Children afirmó que ese derramamiento de sangre es el resultado de un «peligroso» mecanismo de ayuda que está «diseñado para fracasar», y señaló entre otras causas la falta de confianza entre la población local, la incapacidad para llegar a los más vulnerables y dificultad para controlar a las multitudes caóticas. Dijo que los civiles se quejaban de la imprevisibilidad de los horarios y las cantidades de comida, y de la ausencia de una lista de las personas que pueden recibir alimentos cada día.
Por su parte, Unicef dijo que el sistema de distribución de ayuda gestionado por la FHG estaba «empeorando una situación desesperada.»
El profesor Yaakov Garb, de la Universidad Ben-Gurión del Néguev, publicó un informe que concluye que el diseño de la acción de la Fundación Humanitaria de Gaza responde mas una estrategia y tácticas militares israelíes que a una intervención humanitaria de amplio alcance. Demuestra que los puntos de reparto son estratégicamente situados lejos de los lugares donde se concentra la población gazatí, por lo tanto de difícil o casi imposible acceso para muchos civiles, y que los obliga a cruzar peligrosas zonas militares oficialmente prohibidas para alcanzar los centros de reparto, sin que existan vías de acceso seguras. Además, su diseño interno está desprovisto de las mas mínimas instalaciones de seguridad y favorece los episodios de desórdenes que justifican violentas respuestas de los militares contra los civiles.
El miércoles 2 de julio de 2025, las autoridades suizas anunciaron el inicio de los procedimientos de cara a la disolución de la rama de la fundación en Ginebra —la FHG tiene su sede central en Estados Unidos pero desde febrero de 2025 cuenta con una filial registrada en Ginebra—. De acuerdo con la Autoridad Federal de Supervisión de Fundaciones (ESA) la disolución podría tener lugar en un plazo de 30 días si no se presentan acreedores en ese plazo, al no haberse cumplido los requisitos necesarios para su creación.
El 21 de julio, una declaración conjunta, en la que se pedía el fin inmediato de la guerra de Gaza, elaborada por los ministros de Asuntos Exteriores de Australia, Austria, Bélgica, Canadá, Dinamarca, Eslovenia, España, Estonia, Finlandia, Francia, Irlanda, Islandia, Italia, Japón, Letonia, Lituania, Luxemburgo, Noruega, Nueva Zelanda, Países Bajos, Polonia, Portugal, Reino Unido, Suecia y Suiza, y el Comisario de Igualdad, Preparación y Gestión de Crisis de la Unión Europea, describió el modelo israelí de distribución de ayuda como «peligroso, que alimenta la inestabilidad y priva a los gazatíes de su dignidad humana».
La evidencia reunida por Amnistía Internacional sugiere que el propósito principal de la FHG es «apaciguar las preocupaciones internacionales al tiempo que constituye otra herramienta del genocidio de Israel». Para Alex de Waal,  director ejecutivo de la Fundación para la Paz Mundial en la Escuela Fletcher de Derecho y Diplomacia de la Universidad Tufts, el objetivo de Israel detrás del FHG es obtener una coartada mientras se profundiza la hambruna de la población palestina.
El 7 de agosto de 2025, una nueva investigación de Médicos Sin Fronteras (MSF) basada en datos médicos y testimonios de pacientes y de profesionales recogidos en dos clínicas de MSF en la Franja de Gaza, concluyó que los centros de distribución de alimentos de la Fundación Humanitaria para Gaza son lugares de «asesinatos orquestados y deshumanización» y deberían ser cerrados.

### Petición de 170 ONGs para que cierre FHG
El 1 de julio de 2025, 170 ONGs y organizaciones humanitarias (que incluyen a Oxfam, Amnistía Internacional y Save the Children) publicaron una declaración común que pedía el cierre de la Fundación Humanitaria de Gaza, acusando a las fuerzas de Defensa de Israel y a grupos armados de abrir fuego de manera «rutinaria» contra palestinos que buscaban ayuda. Añadieron que la FHG obligaba a 2 millones de personas a atravesar caminando peligrosas áreas de combate activo para alcanzar puntos de reparto militarizados en los que tenían que «pelear» para conseguir limitadas cantidades de alimentos en «recintos caóticos». «Estos sitios se han convertido en escenario de repetidas masacres en flagrante desprecio del Derecho Internacional Humanitario».
La Fundación rechazó las acusaciones y aseguró que entregaba diariamente millones de comidas directamente a los palestinos evitando las interferencias de Hamás. El ejército israelí confirmó que iban a examinar los casos de palestinos afectados. El mismo día, el ministerio israelí de Asuntos Exteriores posteó en X que Hamás disparaba a los palestinos en los sitios de reparto de ayuda para que se acusara a Israel e impedir a los palestinos el acceso a la ayuda.

### Petición similar de expertos de la ONU
El 5 de agosto de 2025, veinticinco relatores y expertos de las Naciones Unidas firmaron un comunicado conjunto en el que pidieron el desmantelamiento de la Fundación Humanitaria de Gaza, afirmando que «Estamos dejando que un Estado acusado de genocidio, crímenes de guerra y de lesa humanidad se encargue de alimentar a la población afectada por ese genocidio, sin supervisión y con total impunidad. Esta hipocresía flagrante es alarmante».